# 千金女賊
《千金女贼》是一部2015年首播的中國大陸民國偶像剧，由上海耀客文化传媒有限公司、上海玉春雷影视文化传媒有限公司和北京东王文化发展有限公司联合出品，台湾导演陈玉珊执导，并由唐嫣、刘恺威、杨蓉、杨祐宁领衔主演。全剧以民国时期为背景，讲述一个流落民间的富家千金被女贼夺取自己的真實身份，失去记忆的她先后陷入商界公子和优雅阔少的情感纠葛，面臨戰亂的動蕩與愛恨交集的奮鬥中，最后终于成功找回自己的真實身份、收获自己的戀情。
本剧于2013年11月20日正式开机，先后在上海松江区的上海影视乐园（车墩影视基地）和胜强影视基地取景拍摄，至2014年3月7日凌晨杀青关机。2015年1月28日，本剧在江苏卫视黄金档全国首播，台湾于同年6月22日在华视主频八点档首播。

## 播出時間及平台

### 首播
| 頻道        | 所在地                            | 播映日期              | 播出時間              |
| 江蘇衛視    | 中国                              | 2015年1月28日-2月21日 | 每天19:30起兩集       |
| 河北衛視    | 中国                              | 2015年2月13日         | 每天19:30起兩集       |
| 山東衛視    | 中国                              | 2015年2月14日         | 22:00                 |
| 陕西衛視    | 中国                              | 2015年5月18日         | 每天19:30起兩集       |
| 華視主頻    | 臺灣                              | 2015年6月22日         | 每週一至週五20:00     |
| 緯來綜合台  | 臺灣                              | 2015年10月21日        | 每週一至週五20:00     |
| 緯來戲劇台  | 臺灣                              | 2016年1月29日         | 每週一至週五18:00     |
| GEM         | 香港， 泰國 · 印度尼西亞， 柬埔寨 | 2015年10月1日         | 每週一至五20:00       |
| GEM         | 香港， 泰國 · 印度尼西亞， 柬埔寨 | 2016年7月11日         | 星期一至五19:00-20:00 |
| GEM         | 越南                              | 2016年2月24日         | 每週一至五21:00       |
| 新傳媒8頻道 | 新加坡                            | 2016年10月21日        | 星期一至五23:00       |
| 高點綜合台  | 臺灣                              | 2016年11月11日        | 星期一至五17:00-18:00 |

## 故事大綱
1930年代的上海租界，戰亂世動飄搖，風雲變幻。兩位女人在火車站中相遇，一個是即將認親的名門千金蔣心，一個是冒死逃獄的女賊杜小寒。在一場火車脫軌意外中，小寒偷走蔣心的身份竊取她的人生，跳上枝頭變鳳凰。而蔣心卻失去所有記憶。當她醒來後卻被告知自己是黑幫的首領白狼白正擎的未婚妻……
深爱著蒋心的正擎隐瞒她的过去捏造未婚妻的身份，只为留她在自己的身边长相厮守，却令她错失認親亲人的機會抱憾终生。而蒋心曾经深爱的盛少也始终在到处寻觅蒋心的下落。善与恶交锋，谎言与真爱，在终有一天真相大白，失忆的蒋心終於恢复她所有的记忆，在深爱自己的两个男人帮助下拿回她原本被夺走的人生，而女贼杜小寒也得到应有的惩罚。

## 演員列表

### 主要演員
| 演員   | 角色   | 介紹 | 現况 |
| 唐嫣   | 葉蔣心 | 蔣心 “我吃再多苦都不怕，但絕不容許身邊的人受一丁點委屈。”從小與養父在街頭一起賣藝為生，在一次偶然的機會中得知自己的真實身世是天津首富葉家的千金，原本懷著期待又忐忑的心情搭上火車，卻發生火車脫軌意外，再次睜開眼睛認不得眼前的正擎而失去記憶，所以當正擎告訴自己是他的未婚妻時感到震驚卻沒有懷疑，真心的相信眼前這個男人，是自己一生摯愛……後來恢復記憶後就憎恨正擎還對他開槍(所幸正擎依然生還)。但在後來她發現正擎之所以會說謊是因為愛上自己，不顧一切要賭上性命保護自己，也發現自己放不下也無法不在乎正擎，發現自己所愛的人是正擎，所以最終和正擎結婚育有一個孩子。 | 正常 |
| 劉愷威 | 白正擎 | 二爺、白狼，白少 “上海人都知道，白正擎是一頭狼”。可是沒人知道，這頭狼很孤獨，渴望愛，渴望一個溫暖的家。從小，他並不知道父親的存在，母親早逝後，從五歲開始便靠自己在街頭生存，直到被父親尋獲後回到白幫，之後開始用自己的力量一步步在白幫拿下權勢！自己的人生至始至終是沒有家庭溫暖存在過，直到遇見一個一無所有，卻又堅持善良的女孩蔣心。自此改變自己的人生，想要蔣心成為自己唯一的家人！所以當蔣心失憶後不惜以謊言將她留在自己身邊，之後因為想要保護蔣心以及不放棄而重拾愛情，最終和蔣心結婚育有一個孩子。                                                             | 正常 |
| 楊祐寧 | 盛介文 | 文心主編、盛少、三少 盛家公子，正擎同父異母的兄弟。狂放不羈的盲眼闊少，後為滬報記者。熱情洋溢，英俊瀟灑，風度翩翩，他風流倜儻，卻細心溫柔，也是個多情種子，所以身邊不乏有女人圍繞，像晴風一樣溫暖，也像陽光一樣耀眼的男人。也喜歡蔣心，會有點囂張跋扈的緣故是為了掩飾自己內心的脆弱，所以才張牙舞爪。因為雙目失明自此覺得不能保護自己心愛的人，所以下定決定醫好自己的眼睛，但是回來之後發現蔣心已經被哥哥正擎給帶走。之後放棄蔣心。 | 正常 |
| 楊蓉   | 杜小寒 | 葉心、安琪 喜歡盛少 “一個人不用盡手段向上爬，難道是要等著被踐踏嗎？”出生在貧困的棚戶區，為了求生不得不四處坑蒙拐騙。後來因為一場列車事故將豪門千金蔣心丟落河中，還頂替蔣心的身份擁有自己夢寐以求的富足生活以及想好好珍惜的親人、愛人。然而偷來的幸福就像一顆流星在夜色中悲情謝幕，終究是留不住、握不緊。當蔣心突然出現在自己的身邊時開始惶恐。不僅貪戀千金身份所帶來的財富、地位，更留念隨之而來的溫暖親情，為了隱藏事實真相守住自己的新人生，不惜除去所有可能戳破自己謊言的人。最後被判處槍決在坐牢時已悔改，并帮助蒋心揭发曹会长的計謀已被處槍決之刑。              | 死亡 |

### 其他演員
| 演員     | 角色   | 介紹 | 現况 |
| 邰智源   | 雷霸天 | 與正擎同為上海雙霸之一，因為流民事件被正擎打敗。後期被松本的手下連續開槍射殺處決。 | 死亡 |
| 張鑫     | 石旭官 | 正擎的手下，思慮冷靜沉著，效忠於正擎。最後拿炸彈來炸死自己藉此保護正擎。 | 死亡 |
| 王彦霖   | 石头   | 正擎的手下，靖家的遺子，個性衝動無謀，與蔣心的婢女春花相戀，本名周芷若，因為本名太娘的關係，所以從來都不提，只有旭官知道此事。表面上對白狼忠心耿耿，私底下卻與松本、雷霸天合謀共同為日本人效忠賣命，長期在白府當臥底內鬼，面對日本軍隊迫害中國人的行徑感到非常很不滿，造成春花被松本給狹持當作自己威脅的人質，最後為了救回春花而悔改與正擎聯手對抗松本與日本軍隊，為了跟松本同歸於盡受到松本的槍擊身重重傷，临終前交给春花一颗炸弹要求她讓正擎脫離劫難。 | 死亡 |
| 臧洪娜   | 春花   | 蔣心的婢女，個性大而化之，與石頭相戀。在發現石頭為日本賣命後，被松本給挾持作為要脅石頭的人質，所幸由正擎與石頭用計騙過松本而脫離，在石頭被松本的槍擊身重重傷身亡後，最後接下石頭給予的炸彈與松本同歸於盡。 | 死亡 |
| 张瑞珈   | 沁兰   | 蒋心的母親，個性善良，在得知一切真假千金真相之後，試圖說服小寒改邪歸正。最後被小寒開槍射殺身亡。 | 死亡 |
| 梁修身   | 叶公盛 | 蒋心的祖父，天津的首富。最後被小寒從葉家二樓丟下去後身亡。 | 死亡 |
| 盧森堡   | 汤虎   | 監獄的巡捕長，個性陰狠毒辣，知曉小寒的過去以此為要脅，處處逼迫小寒嫁給他以謀奪葉家所有資產。最後被小寒給下毒藥後縱火燒成焦炭。 | 死亡 |
| 郭子渝   | 雷子千 | 雷霸天之子。最後想開槍偷襲正擎，卻意外射中繩索而斷裂後被打中身亡。 | 死亡 |
| 王永强   | 白正元 | 正擎的義兄。最後偷襲正擎不成被殺，遺體被放毒氣的廢棄工廠裡。 | 死亡 |
| 張萌     | 姚媚兒 | 上海火紅的明星，喜歡正擎。最後被雷霸天給開槍射殺身亡。 | 死亡 |
| 陈友旺   | 蒋树   | 蒋心的養父。最後被小寒給下毒藥後縱火燒成焦炭。 | 死亡 |
| 蔡子伦   | 松本   | 日本的黑道商人，要求石頭、雷霸天為自己辦事效命，在雷霸天因為流民事件被正擎打敗而辦是不利，派遣手下連續開槍處決他。之後協助日本軍隊在毒氣工廠研發出芥子毒氣來迫害許多的中國人，還挾持春花來要脅石頭，最後在正擎與石頭用計放下戒備，被迫跟石頭產生扭打中對他開數槍，最後在從石頭的手上拿著炸彈的春花用炸彈給炸毀工廠中身亡。 | 死亡 |
| 夏志祥   | 九叔   | 白家的三大董事之一，效忠於白家，最後被石頭開槍射殺身亡。 | 死亡 |
| 王德順   | 殘叔   | 白家的三大董事之一。最後被雷霸天給開槍射殺身亡。 | 死亡 |
| 馬增琴   | 燕姨   | 白家的三大董事之一，對正擎十分地疼愛，最後被石頭給開槍射殺身亡。 | 死亡 |
| 李國鴻   | 王祕書 | 葉家的總管，對葉家忠心耿耿。 | 正常 |
| 魏千翔   | 廟主   | 城隍廟裡算命的廟主。 | 正常 |
| 許敏     | 刁經理 | 葉家紡織廠的經理。最後被湯虎給收買的張隊長給開槍射殺身亡。 | 死亡 |
| 梅寒     | 錦綉   | 葉家紡織廠的女工。 | 正常 |
| 王曉彤   | 秋月   | 葉家紡織廠的女工。 | 正常 |
| 趙秋生   | 煞哥   | 定海橋幫的流民大哥。 | 正常 |
| 周志良   | 阿鼠   | 定海橋幫的流民。 | 正常 |
| 劉志雲   | 杜金釗 | 巡捕的總長。 | 正常 |
| 陳欣予   | 杜夫人 | 杜金釗的妻子。 | 正常 |
| 曹毅     | 曹隆   | 商總的會長，想要拿下葉家的管理權，因葉家紡織廠欠錢而不得不有人用錢投資幫助葉家紡織廠，想跟蔣心談條件以要她去飯店陪伴自己為換取借錢利益卻失敗收場，當葉家紡織廠被白正擎給買下後因要陷害葉家用有毒的染記去製作布被小寒給偷拍下來告訴蔣心，而被正擎與蔣心以退出上海商總會長職位換取不被抓去巡補房。 | 正常 |
| 姚安濂   | 梁老闆 | 伍隆洋行的老闆，姚媚兒的乾爹。 | 正常 |
| 鄭毓芝   | 海婆婆 | 拯救試圖自盡的小寒的年邁婦女。 | 正常 |
| 鄭子寒   | 臭蛋   | 煞哥之子。 | 正常 |
| 王侃     | 山田   | 日本天皇派來中國與松本運毒的人。最後被正擎給開槍射殺身亡。 | 死亡 |
| 徐志華   | 李嫂   | 葉家的傭人。 | 正常 |
| 蔡網     | 白峰   | 白正擎之父 白正元與盛介文之父 在外頭與一位外地女子育有介文 僅在回憶畫面中登場 猜測已病逝。 | 死亡 |
| 楊學梅   | 小娟   | 白家的丫鬟。 | 正常 |
| 李詩怡   |        | 白家的丫鬟。 | 正常 |
| 趙序     |        | 白家的丫鬟。 | 正常 |
| 周璐瑤   |        | 葉家的丫鬟。 | 正常 |
| 石晨     |        | 葉家的丫鬟。 | 正常 |
| 范國倫   | 守墓人 | | 正常 |
| 猴子山山 | 悟空   | 蔣樹與蔣心所飼養的寵物。 | 正常 |

## 電視劇歌曲
| 曲序 | 曲目                     |        | 作曲    | 编曲   | 演唱者 |
| ---- | ------------------------ | ------ | ------- | ------ | ------ |
| 1.   | 《愛無反顧》（片頭曲）   | 洪誠孝 | 阿火    |        | 蕭敬騰 |
| 2.   | 《桃花結》（片尾曲）     | 吳易緯 | V.K克   | 陳依婷 | 王詩安 |
| 3.   | 《別來無恙》（插曲）     | 吳易緯 | 鐘婉芸  |        | 李佳薇 |
| 4.   | 《像傻子般愛著》（插曲） | 吳克群 | Chris K |        | 吳克群 |

## 拍攝地點
- 上海車墩

## 製作團隊
- 總導演：陳玉珊
- 導演：周曉鵬、馬華幹
- 編劇：吳大偉、黃柔柔、陳小豪、孟芝
- 製作人：陳玉珊
- 執行製作人：黃小芬
- 美術總監：謝易霖
- 造型設計：謝雅芸
- 音樂總監：V.K克
- 配樂：V.K克
- 公關：林瓗
- 行銷：劉永祺
- 音樂：華納音樂
- 出版周邊：水靈文創
- 剪輯：魏東
- 製作公司：
- 贊助單位：嘉紛娜純果汁
- 电视剧发行许可证号：（京）剧审字（2014）第083号
- 联合出品：上海耀客文化傳媒有限公司、北京東王文化發展有限公司、上海玉春雷影視傳媒有限公司
- 电视剧制作许可证编号码：甲第265号

## 收視率
(由csm数据参考而来，收视率包括全天收视指数和市场(收视)份额参数)
| 平台     | 平均收视率 | 平均市場份額 |
| 江苏卫视 | 1.228      | 3.268        |

| 中国 江苏卫视 首播收视率 （CSM50） |               |          |          |          |                        |
| 集數                               | 播出日期      | 江苏卫视 | 江苏卫视 | 江苏卫视 | 備註                   |
| 集數                               | 播出日期      | 收視率   | 收視份額 | 排名     | 備註                   |
| 1-2                                | 2015年1月28日 | 0.905    | 2.267    | 5        |                        |
| 3-4                                | 2015年1月29日 | 0.957    | 2.398    | 4        |                        |
| 5-6                                | 2015年1月30日 | 0.974    | 2.497    | 4        |                        |
| 7-8                                | 2015年1月31日 | 1.025    | 2.632    | 3        |                        |
| 9-10                               | 2015年2月1日  | 1.168    | 2.975    | 3        |                        |
| 11-12                              | 2015年2月2日  | 1.204    | 3.064    | 3        |                        |
| 13-14                              | 2015年2月3日  | 1.217    | 3.178    | 3        | 湖南《武媚娘传奇》完結 |
| 15-16                              | 2015年2月4日  | 1.164    | 3.047    | 3        | 湖南《活色生香》上档   |
| 17-18                              | 2015年2月5日  | 1.223    | 3.228    | 3        |                        |
| 19-20                              | 2015年2月6日  | 1.276    | 3.357    | 2        |                        |
| 21-22                              | 2015年2月7日  | 1.167    | 3.115    | 3        |                        |
| 23-24                              | 2015年2月8日  | 1.166    | 3.061    | 3        |                        |
| 25-26                              | 2015年2月9日  | 1.284    | 3.353    | 3        |                        |
| 27-28                              | 2015年2月10日 | 1.239    | 3.243    | 3        |                        |
| 29-30                              | 2015年2月11日 | 1.329    | 3.566    | 3        |                        |
| 31-32                              | 2015年2月12日 | 1.501    | 3.975    | 2        |                        |
| 33-34                              | 2015年2月13日 | 1.354    | 3.718    | 2        |                        |
| 35-36                              | 2015年2月14日 | 1.363    | 3.745    | 2        |                        |
| 37-38                              | 2015年2月15日 | 1.312    | 3.613    | 3        |                        |
| 39-40                              | 2015年2月16日 | 1.517    | 4.231    | 3        |                        |
| 41-42                              | 2015年2月17日 | 1.438    | 3.980    | 3        |                        |
| 43-44                              | 2015年2月20日 | 1.363    | 3.745    | 2        | 大年初三復播           |
| 45-46                              | 2015年2月21日 | 1.315    | 3.937    | 2        |                        |

1. 同时段或交叉时段主要节目：
  - 湖南卫视《武媚娘传奇》《活色生香》
  - 浙江卫视《武媚娘传奇》
2. 数据由广视索福瑞提供，调查范围为四岁以上之观众。
3. 排名为同时段省级卫视收视率排名。
4. 资料来源：克顿传媒数据中心

## 其他
本剧出现的烟草镜头有56个，时长270秒，占片长总时间0.2%，故该剧于2016年5月18日被中国控制吸烟协会获颁“脏烟灰缸奖”。

## 外部連結
- 《千金女賊》的新浪微博（简体中文）
- 《千金女賊》的Facebook專頁
- 《千金女賊》華視（中文）
- 《千金女賊》 Litv線上影視（中文）
- 《千金女贼》新浪电视鉴剧科VOL.33（页面存档备份，存于）（简体中文）
- 互联网电影数据库（IMDb）上《千金女賊》的资料（英文）
- 时光网上《千金女賊》的資料（简体中文）
- 豆瓣电影上《千金女賊》的資料 （简体中文）

## 作品的變遷
| 江蘇衛視 幸福剧场 每天19:30起 兩集 2月18-19日暫停播映 | 江蘇衛視 幸福剧场 每天19:30起 兩集 2月18-19日暫停播映 | 江蘇衛視 幸福剧场 每天19:30起 兩集 2月18-19日暫停播映 |
| ----------------------------------------------------- | ----------------------------------------------------- | ----------------------------------------------------- |
|                                                       | 千金女賊 （2015年1月28日－2月21日）                   |                                                       |
| 何以笙箫默 （2015年1月10日－2015年1月25日）           | 隋唐英雄5 （2015年2月22日－2015年3月26日）            |                                                       |

| 臺灣 華視主頻 每週一至週五 20:00 - 22:00 · 6月23日起，20:00-21:00重播上一集、21:00-22:00首播 | 臺灣 華視主頻 每週一至週五 20:00 - 22:00 · 6月23日起，20:00-21:00重播上一集、21:00-22:00首播                    | 臺灣 華視主頻 每週一至週五 20:00 - 22:00 · 6月23日起，20:00-21:00重播上一集、21:00-22:00首播 |
| -------------------------------------------------------------------------------------------- | --- | -------------------------------------------------------------------------------------------- |
|                                                                                              | 千金女賊 （2015年6月22日－2015年8月14日）                                                                       |                                                                                              |
| 愛你沒條件 （2015年3月18日－2015年6月19日）                                                  | 錦繡緣華麗冒險（週一到週四） （2015年8月17日－2015年9月15日） 星光大道（週五） （2015年8月21日－2015年8月28日） |                                                                                              |

| 臺灣 緯來綜合台 每週一至週五 20:00 - 21:00 · 11月11日－12日，因播出《2015年第一屆世界12強棒球錦標賽》，故暫停播出。 | 臺灣 緯來綜合台 每週一至週五 20:00 - 21:00 · 11月11日－12日，因播出《2015年第一屆世界12強棒球錦標賽》，故暫停播出。 | 臺灣 緯來綜合台 每週一至週五 20:00 - 21:00 · 11月11日－12日，因播出《2015年第一屆世界12強棒球錦標賽》，故暫停播出。 |
| --- | --- | --- |
| | 千金女賊 （2015年10月21日－2015年12月18日）                                                                         | |
| 錦繡緣華麗冒險 （2015年8月24日－2015年10月20日）                                                                    | 克拉之戀 （2015年12月21日－2016年2月4日）                                                                           | |
| 臺灣 緯來戲劇台 每週一至週五 18:00 - 20:00 · 1月29日 19:00 - 20:00                                                  | | |
| 錦繡緣華麗冒險 （2016年1月1日 - 2016年1月29日）                                                                     | 千金女賊 （2016年1月29日－2016年2月26日）                                                                           | 無盡的愛 （2016年2月29日－2016年4月5日）                                                                            |

| 新加坡 新傳媒電視8頻道 每週一至週五 23:00 - 00:00 | 新加坡 新傳媒電視8頻道 每週一至週五 23:00 - 00:00    | 新加坡 新傳媒電視8頻道 每週一至週五 23:00 - 00:00 |
| ------------------------------------------------- | ---------------------------------------------------- | ------------------------------------------------- |
|                                                   | 千金女賊 （2016年10月21日 - 2016年12月16日）         |                                                   |
| 鹿鼎記 （2016年8月8日 - 2016年10月20日）          | 主君的太陽 (重播) （2016年12月19日 - 2017年1月18日） |                                                   |

| 臺灣 高點綜合台 每週一至週五 17:00 - 18:00    | 臺灣 高點綜合台 每週一至週五 17:00 - 18:00   | 臺灣 高點綜合台 每週一至週五 17:00 - 18:00 |
| --------------------------------------------- | -------------------------------------------- | ------------------------------------------ |
|                                               | 千金女賊 （2016年11月11日 - 2017年1月6日）   |                                            |
| 媽媽向前衝 （2016年9月14日 - 2016年11月10日） | 江南四大才子 （2017年1月9日 - 2017年3月7日） |                                            |